# Alloperla roberti
Alloperla roberti är en bäcksländeart som beskrevs av Surdick 1981. Alloperla roberti ingår i släktet Alloperla och familjen blekbäcksländor. IUCN kategoriserar arten globalt som utdöd. Inga underarter finns listade i Catalogue of Life.